# 八木毅 (外交官)

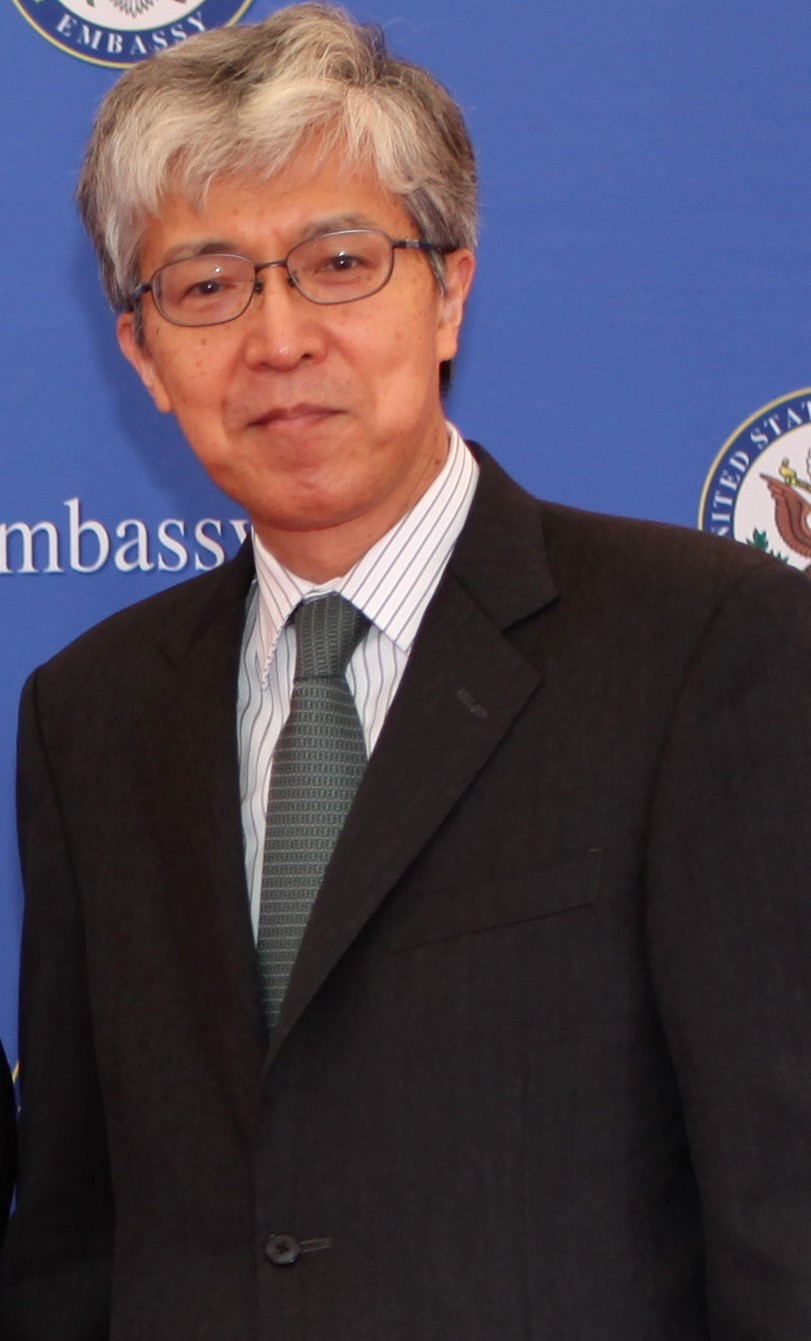
2017年6月

八木 毅（やぎ たけし、1954年〈昭和29年〉12月7日 - ）は、日本の外交官、大使。外務省経済局長、インド駐箚特命全権大使等を経て、最後の公務としてドイツ連邦共和国駐箚特命全権大使を2015年から2020年にかけて5年間務め上げた。2021年より日本電気株式会社顧問。

## 人物
新潟県上越市出身。新潟県立高田高等学校、東京大学法学部第二類卒業。1977年（昭和52年）に外務省入省。ドイツ語研修を経て、在ドイツ大使館、在フィリピン大使館、在米国大使館、OECD代表部に在勤。
ドイツ在勤は、ドイツ語研修、書記官、参事官、公使時代を含め4回に上る。外務省経済局長時代は、日本の環太平洋戦略的経済連携協定（TPP）交渉への参加について、日米両政府の事前協議に参加。すべての品目を自由化交渉の対象にするとの基本姿勢を伝えた。2012年（平成24年）8月からインド駐箚特命全権大使。同年10月からブータン駐箚特命全権大使を兼務。2015年（平成27年）11月13日からドイツ連邦共和国駐箚特命全権大使。2020年（令和2年）12月18日、ドイツ駐箚大使を最後の公務として依願退職。のち、日印協会顧問、国際社会経済研究所理事、日本電気株式会社顧問 (2021年4月1日より) 。

## 経歴
- 1976年（昭和51年）10月 外務公務員採用上級試験合格
- 1977年（昭和52年）3月 東京大学法学部卒業。同年4月外務省入省。
- 1996年（平成8年）1月 欧亜局東欧課長
- 1997年（平成9年）8月 経済協力局無償資金協力課長
- 1999年（平成11年）8月 米国公使
- 2001年（平成13年）8月 ドイツ公使
- 2003年（平成15年）9月 大臣官房参事官（国会担当）
- 2005年（平成17年）8月 欧州局審議官
- 2007年（平成19年）2月 OECD代表部公使
- 2010年（平成22年）8月 経済局長[6]
- 2012年（平成24年）8月 インド駐箚特命全権大使
- 2012年（平成24年）10月 ブータン駐箚特命全権大使を兼務
- 2015年（平成27年）11月 ドイツ連邦共和国駐箚特命全権大使
- 2021年（令和3年）4月 日本電気株式会社 顧問

## 入省同期
- 秋元義孝（12年オーストラリア大使・10年儀典長）
- 井上進（11年駐コートジボワール大使）
- 梅本和義（13年国連次席大使・11年駐スイス大使・08年北米局長）
- 太田清和（10年シアトル総領事）
- 川田司（11年駐アルジェリア大使・10年領事局長）
- 小池政行（日本赤十字看護大学教授）
- 小寺次郎（12年駐サウジアラビア大使・10年欧州局長・08年国際情報統括官）
- 佐藤悟（11年駐スペイン大使・10年外務報道官・08年中南米局長）
- 佐渡島志郎（11年駐バングラデシュ大使・10年国際協力局長）
- 佐野利男（13年軍縮会議代表部大使10年駐デンマーク大使・08年軍縮不拡散・科学部長）
- 杉山晋輔（11年13年外務審議官（政務）・アジア大洋州局長・08年地球規模課題審議官）
- 鈴木敏郎（13年駐エジプト大使・12年中東・北アフリカ諸国情勢担当大使・10年駐シリア大使・08年中東アフリカ局長）
- 角茂樹（11年駐バーレーン大使・08年国連大使）
- 高原寿一（12年駐チュニジア大使）
- 長崎輝章（13年駐バチカン大使・10年駐グアテマラ大使）
- 長嶺安政（13年外務審議官（経済）・12年駐オランダ大使・10年国際法局長）
- 花田吉隆（11年駐東ティモール大使）
- 深田博史（13年駐ベトナム大使・10年駐セネガル大使・08年領事局長）
- 手塚義雅（12年駐トリニダード・トバゴ大使）